# 彭懷真
彭懷真（1958年3月19日—），台灣社會學家，篤信基督教，曾任臺中市政府社會局局長。

## 學歷
北師附小、光明國中、師大附中、國立臺灣大學社會系第一名畢業(1980)，台灣大學社會工作碩士（1983年，論文曾獲中國社會學社論文獎），東海大學社會學博士（1989年，論文曾獲中華扶輪教育基金會獎）。

## 經歷

### 東海大學部分
- 社會工作系副教授、系主任（1999-2002,2008-2010 ）
- 幸福家庭研究推廣中心主任（1992-1994）
- 教師會理事長(2003-2004)
- 學生事務長兼五十週年校慶活動總召集人（2004-2006）

### 其他部分
- 台灣區域發展研究院家庭暨社會教育中心主任（1996-2005）
- 中華民國幸福家庭促進協會副秘書長（1991-1994）、秘書長(1994-2010)、理事長(2010- )
- 中部科學園區人文服務指導委員會秘書長（2006- ）
- 中廣新聞網「5L俱樂部」主持人(1999- )
- 中國國民黨廉能委員會委員（2008-）
- 中華民國衛生福利部心理健康諮議委員

## 任教領域及專長
社會學、非營利組織與管理、人力資源管理、行銷管理、組織行為、婚姻與家庭 性侵害與家庭暴力防治

## 媒體參與
在漢聲廣播電台、正聲廣播公司、台北之音等主持節目，並主持中廣新聞網「5L俱樂部」，長期在各報章雜誌撰寫專欄及評論。

## 社會服務
主持有關人力派遣、非自願性案主、高風險家庭、兒童保護、關懷不幸少女、單親家庭、家庭暴力及性侵害加害人、中輟生、社會工作訓練、募款法規、社會福利基本法、育幼機構、遊民輔導等方面的研究及服務超過兩百項。

## 曹小妹事件
2010年四月在南投與台中兩縣爆發曹小妹事件後，彭懷真接受聯合報訪問時以強烈的言詞重話批評「社工單位疏失太嚴重了！這是無法彌補的錯誤！」，「這簡直是官僚殺人」，「救援態度太不積極」，「疏失太嚴重！」，引發全國基層社工的情緒反彈，認為學界與實務脫節，身為社工師長理應了解內情，但他不僅未從保護性社工的人力嚴重不足，授權有限，超時工作而案量負荷過重……等結構性的大問題來提出改善，反而空言高調，嚴重打擊基層社工士氣。彭懷真隨即透過給該系師生的公開信與投書媒體，公開請辭東海大學系主任一職。他強調自己人如其名，一向講「真」話；他宣稱有「社工界」人士揚言「杯葛」該系學生，對自己的批評雖可承受，但為了保護該系與學生不受到個人言行的波及與影響，他決定辭去行政職。隨後政府與民間社工單位均表示不曾也不會抵制東海社工系與學生，彭主任不需請辭；彭懷真的被「逼退」請辭也得到媒體以「講真話卻變成犧牲者」為標題大幅報導，並受到政治人物如台中市長胡志強的支持聲援，最後辭呈遭東海院方與校方退回慰留。

## 著作
撰寫的書籍超過四十本，與人合著超過十本，涵蓋社會學、社會工作、管理、心理、兩性、婚姻家庭、青少年、教育、台灣發展、中年男性等領域。
- （1983）。同性戀、自殺、精神病。橄欖基金會。
- （1985）。東海三十年(編輯)。東海大學。
- （1987）。白手起家的故事：台灣青年的創業歷程（合著）。洞察出版社。
- （1987）。同性戀者的愛與性。洞察出版社。
- （1987）。婚姻之前的愛與性。洞察出版社。
- （1987）。進入社會學的世界。洞察出版社。
- （1987）。台灣經驗的難題：工業化、新興問題與福利需求。洞察出版社。
- （1987）。選擇你的婚姻方式。洞察出版社。
- （1988）。掌握愛的發展。洞察出版社。
- （1989）。台灣企業領導人密檔。洞察出版社。
- （1991）。社會學辭典（主譯）。五南出版社。
- （1991）。為什麼要結婚?（和譯）。允晨出版社
- （1994）。家庭新包裝。東海大學幸福家庭研究推廣中心。
- （1995）。社會學概論。洪葉文化。
- （1996）。婚姻與家庭。巨流出版社。
- （1996）。新新人類新話題。希代出版社。
- （1996）。十全十美兩性溝通。平氏出版社。
- （1996）。男人，難人。平氏出版社。
- （1996）。女人難為。平氏出版社。
- （1996）。夫妻關係手冊（合著）。中華民國幸福家庭促進協會發行。
- （1997）。婚姻會傷人：真實的婚姻暴力。平安文化。
- （1997）。上班族EQ與IQ。希代出版社。
- （1997）。如何混青春。皇冠出版社。
- （1997）。溝通無障礙。希代出版社。
- （1997）。用真情，救婚姻：27個真實婚姻案。平安文化。
- （1997）。相愛久久：在婚姻中溫習愛情（Love forever）。平安文化。
- （1997）。領導有策略（All You Can Lead）。希代出版社。
- （1998）。時間好經營（Efficient time management）。希代出版社。
- （1998）。自我能超越（To excel yourself）。希代出版社。
- （1998）。ABOUT愛情學問。天下遠見出版社。
- （1998）。You Don’t Tiger Me!：Y世代性心事。皇冠出版社。
- （1999）。團隊高績效（Efficient team-building eng）。希代出版社
- （1999）。愛情下課了。平安文化。
- （1999）。對面的朋友看過來（合著）。幼獅出版社。
- （2000）。激勵與輔導。希代出版社。
- （2000）。愛情Manager。平安文化。
- （2000）。談自在成功。希代出版社。
- （2001）。About 男人心事。天下文化。
- （2001）。就業不愁，成長有望。希代文化。
- （2001）。婚姻與家庭(高職版)。三民書局。
- （2001）。社會學概論(高職版)。三民書局。
- （2003）。教育真心話。台北：天下文化。
- （2003）。拼戰權力職場。台北：健行文化。
- （2004）。賣力別賣命。台北：健行文化。
- （2006）。打開大門，讓世界進來（合著）。台北：天下文化
- （2007）。21世紀社會學。台北：風雲論壇。
- （2008）。給大學新鮮人的一封信（合著）。台北：聯經出版。

## 研究
- （1985）。推行民生主義社會發展方法之研究。
- （1990）。社會變遷中青少年輔導工作之角色及定位之研究。
- （1989）。台灣企業業主的”關係”及其轉變：一個社會學的分析（博士論文）。
- （1993）。由訓練規劃與執行強化社會工作教育成果。中國社會工作教育學刊，1，頁149-166。
- （1994）。現代家庭變遷、問題、資源與責任。教師天地，72，頁27-31。
- （1994）。為良好募款法規慶生。社會福利，114，頁10-14。
- （1994）。運用家庭系統強化專業服務。社會福利，113，頁11-13。
- （1994）。父母的成長教育。學生輔導通訊，35，頁58-63。
- （1994）。台灣地區專職社工員接受訓練情況之研究。中國社會工作教育學刊，2，頁105-129。
- （1993）。台灣地區家庭教育服務中心訓練工作之評估。
- （1994）。台灣地區社會福利機構專職人員參與訓練工作狀況之研究。
- （1995）。同性戀。性教育，第十三章。
- （1998）。二十一世紀青年生活新主張。
- （2000）。性侵害犯罪加害人輔導教育內涵之研究。內政部性侵害防治委員會。
- （2003）。一個社會工作教育的實驗計畫。發表於「實踐大學社會工作教育研討會」。